# Magellanic Catalogue of Stars
Le Magellanic Catalogue of Stars (MACS) est un catalogue d'étoiles recensant la position de 243 561 étoiles situées dans les environs des nuages de Magellan. Il a été créé par H. J. Tucholke, K. S. de Boer et W. C. Seitter, à partir de positions prises par une chambre de Schmidt de l'ESO entre 1988 et 1991.